# Itô Noe
Itô Noe (伊藤 野枝, 21 Janeiro de 1895 – 16 de Setembro de 1923) foi uma escritora e anarquista japonesa. Foi editora-chefe da revista literária japonesa Seitō entre 1915 até o fechamento da revista em 1916. Ela se tornou mártir da ideologia anarquista, na qual acreditava, durante o Incidente Amakasu, quando foi assassinada junto com seu amante, o autor anarquista Ōsugi Sakae, e seu sobrinho.

## Biografia
Nascida em 1895, em uma família da aristocracia rural em Fukuoka, na ilha de Kyushu. Na adolescência, ela convenceu um tio rico a financiar seus estudos em Tóquio, onde estudou na Escola Secundária Feminina Ueno. Foi durante esse período de sua vida que Ito teve seu primeiro contato com a literatura e os ideais progressistas defendidos na escrita moderna de autores ocidentais e japoneses.
Após se formar na Escola Secundária Feminina de Ueno, foi forçada contra sua vontade a um casamento arranjado em sua aldeia natal com Suematsu Fukutaro, um homem que havia retornado recentemente para Kyushu, vindo dos Estados Unidos. Logo fugiu para Tóquio novamente. 
Em Tóquio, as mulheres vinham desenvolvendo ideias progressistas desde a década de 1870. Hiratsuka Raicho fundou a sociedade Seitosha e publicou sua revista Seitō, que dava espaço às mulheres para desenvolverem suas capacidades literárias, estéticas e políticas. Ito juntou-se a esse grupo em 1913, aos 18 anos, e tornou-se editora-chefe de 1915 a 1916. Dominando vários idiomas, incluindo o inglês, traduziu vários artigos da anarquista Emma Goldman sobre a situação das mulheres.
Mais tarde, Ito se casou com o escritor Tsuji Jun (1884–1944), que a havia ensinado na escola em 1912, mas o deixou para ter um caso de amor apaixonado com o anarquista Osugi Sakae em 1916.

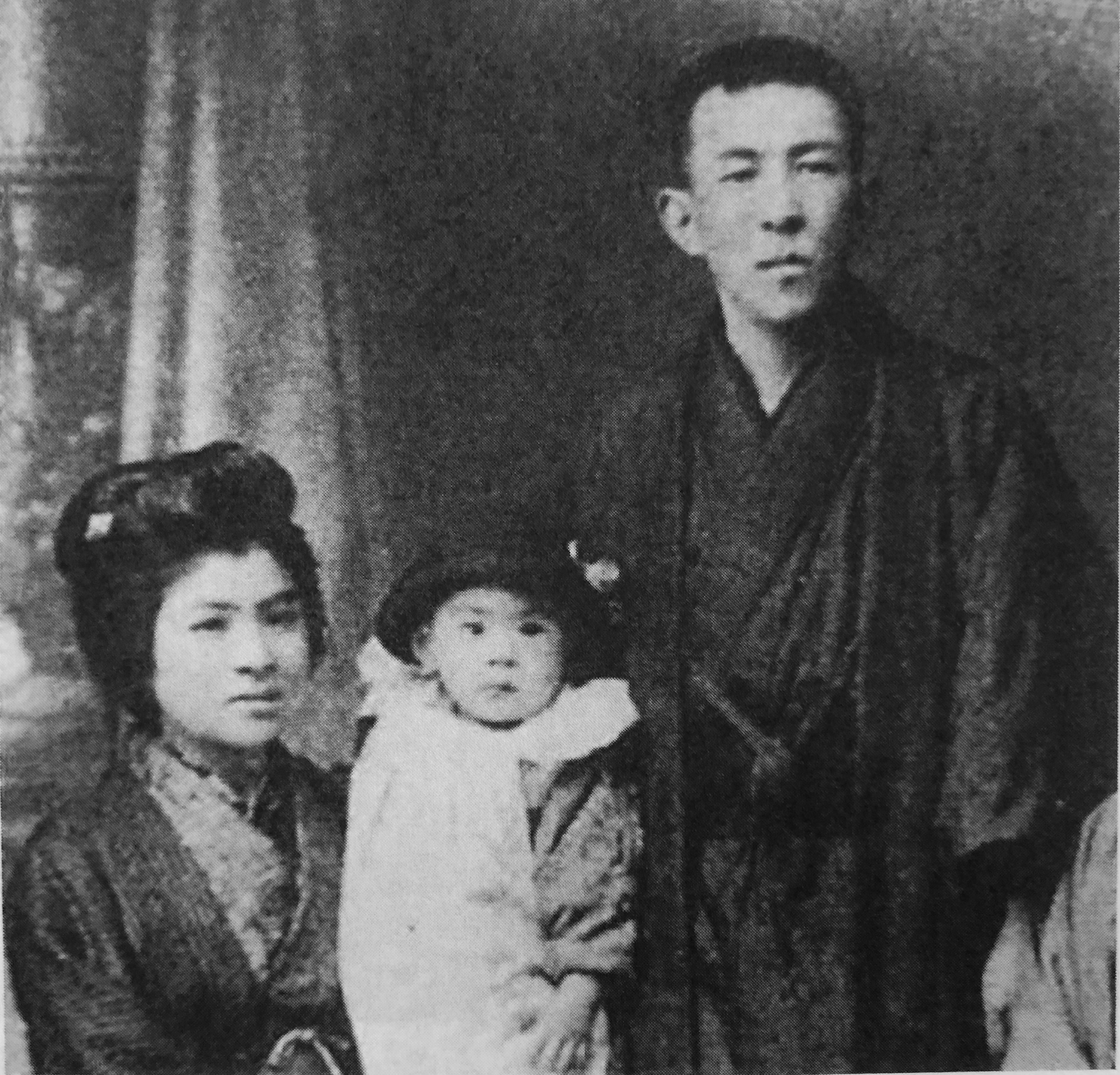
Itō Noe, Tsuji Jun e filho Makoto

## Engajamento político
Em 1912, Itô Noe ingressou no seitôsha, um grupo fundado por Raichô Hiratsuka (1886-1971), que publicava o jornal Seitō com a intenção de assegurar às mulheres escritoras um veículo onde elas pudessem expressar suas ideias livres da censura tradicionalista. Na edição de Janeiro de 1913, Itô publicou o ensaio "O Novo Caminho Feminino", inspirada pelos trabalhos de Emma Goldman, "A Tragédia da Emancipação Feminina" e "Maiorias x Minorias". Além disso, Itô traduziu os ensaios de Emma e também de Ellen Key, "Amor e Casamento". Em Janeiro de 1915, aos vinte anos de idade, Itô Noe assumiu o cargo de editora da revista Seitô com o lema "sem regras, sem censura, sem princípios nem defesas de causas".
Itô Noe também era participante ativa da Sociedade Onda Vermelha, organização socialista feminina. Também denunciou a agressão sofrida pelos membros da organização por parte da polícia quando participavam da parada do 1 de Maio de 1921, no Rodô Undô, publicado por ela e por Sakae Ôsugi.

## Polêmicas
Por acreditar que o início da vida se dava na forma embrionária, aos vinte e oito anos, Itô Noe já era mãe de sete filhos, dois com Jun Tsuji, a quem abandonara por conflitos ideológicos e políticos por causa de sua crescente tendência ao anarquismo, cinco com Ôsugi Sakae um proeminente anarquista com quem começara a viver em 1916. Também contestou publicamente Yaeko Nogami, escritora e defensora do aborto, na edição de Junho de 1915 da revista Seitō.
Itô Noe também contestou o ensaio "Mulheres Japonesas em uma Era de Reformas", do professor Jiro Shimoda, a educadora Utako Shimoda, professora de uma das instituições femininas de ensino mais elitistas e líder conservadora feminina e Kikue Aoyama (Kikue Yamakawa) uma proeminente líder reformista socialista com relação à prostituição. Também criticou as mulheres de classe alta que militavam em organizações sociais, segundo ela apenas buscando fama, reconhecimento e por vaidades pessoais.

## Perseguição e morte

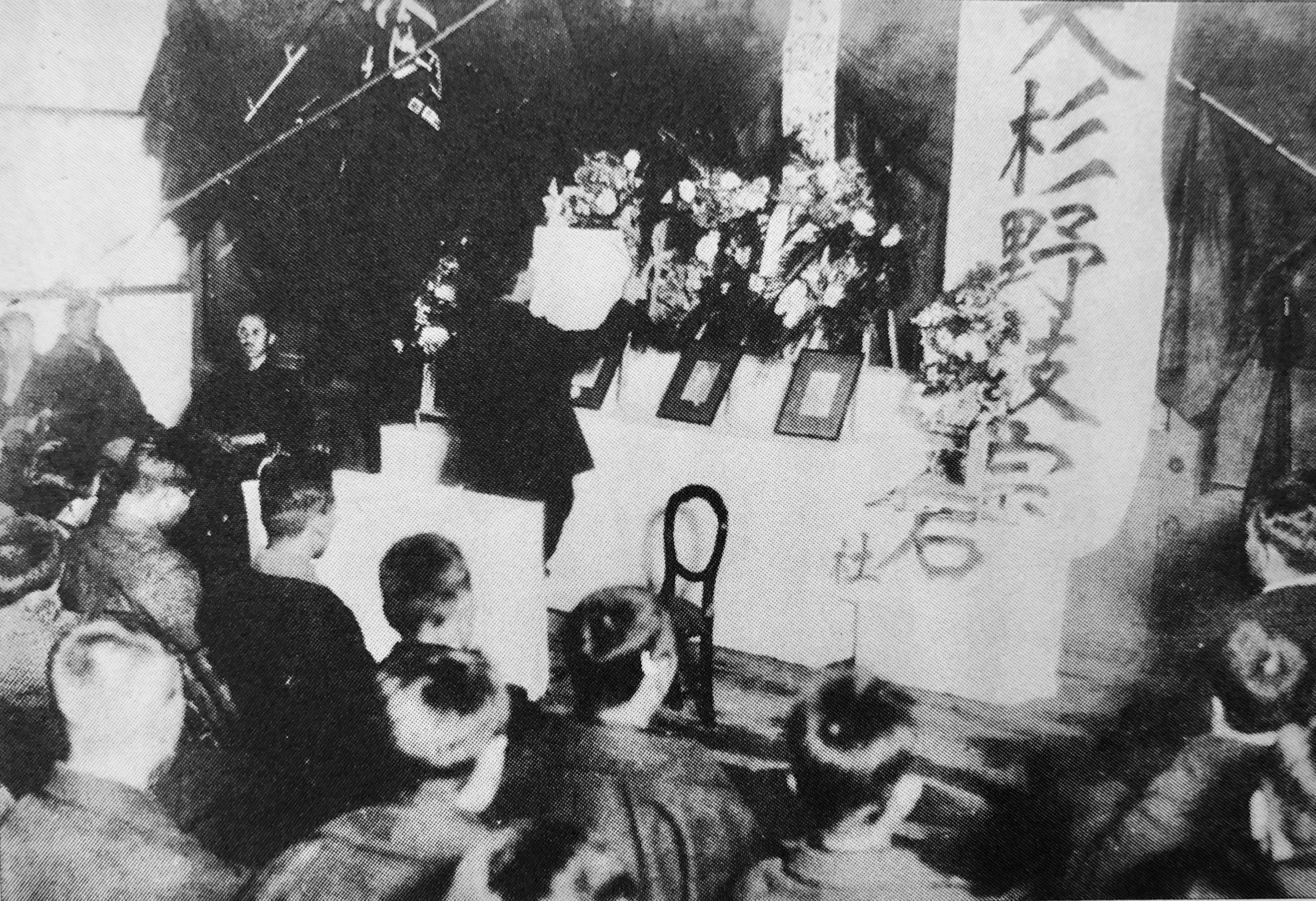
Em 16 de dezembro de 1923, um funeral social foi realizado para Osugi Sakae, Ito Noe e Tachibana Soichi no Crematório Yanaka em Tóquio.

Quando Itô e Ôsugi foram morar juntos, passaram a ser identificados pela polícia como radicais anarquistas. Considerados perigosos, eram constantemente vigiados e foram detidos repetidas vezes. Em Abril de 1923, ela publicou um ensaio onde justificava a sua conversão ao anarquismo no Jornal Jyosei Kaizô. Alguns meses depois, em Setembro de 1923, logo após o grande sismo de Kantō, que arrasou Tóquio, Itô e Osugi resolveram visitar uma irmã e um irmão deste. Quando retornavam, acompanhados do sobrinho de seis anos, nascido em Portland e com cidadania americana, foram detidos, espancados e estrangulados pela polícia, jogados em uma vala e cobertos com tijolos. As autoridades japonesas tentaram abafar o caso, mas como o menino era cidadão americano, a embaixada americana protestou contra o crime e o capitão que comandou a operação foi condenado a dez anos de prisão. Após ter cumprido apenas três anos de prisão, foi solto e serviu nas tropas de ocupação do Exército Imperial na Manchúria.

## Na cultura pop
O diretor Kijū Yoshida dirigiu Eros + Massacre em 1969, sobre Sakae Ōsugi; Itō tem um papel de destaque no filme.
Um drama baseado no romance de Yuka Murayama de 2020, Kaze yo, Arashi yo, estrelado por Yuriko Yoshitaka como Itō, está sendo exibido em três canais NHK: NHK 8K em 31 de março de 2022 (um episódio de 120 minutos) e NHK 4K e NHK BS Premium em 4, 11 e 18 de setembro de 2022 (três episódios de 49 minutos).